# High Hopes (Frank Sinatra)
«High Hopes» es una canción del año 1959 con música del compositor estadounidense Jimmy Van Heusen y letra de Sammy Cahn para la película A Hole in the Head, ganadora del premio Óscar a la mejor canción original de dicho año.
La canción fue originalmente cantada por Frank Sinatra y el niño actor Eddie Hodges, en dicha película. La pareja Van Heusen/Cahn (compositor/letrista) ganó en otras dos ocasiones el Óscar a la mejor canción original: en 1957 por All the Way para la película The Joker is Wild, y en 1963 por Call Me Irresponsible para la película Papa's Delicate Condition.

## Descripción
La canción describe dos situaciones donde animales realizan acciones imposibles. En primer lugar una hormiga consigue mover un árbol del caucho; después, una oveja destruye una presa de un billón de kilovatios. La canción termina comparando los problemas, adversidades y penas con globos: los problemas desaparecerán de la misma manera que los globos se explotan.